# 울산시·울주군 (1963년 선거구)
울산시·울주군은 대한민국의 옛 국회의원 선거구이다. 당시 경상남도 울산시와 울주군 지역을 관할했다.

## 역사
1962년 6월, 울산군 울산읍, 방어진읍, 대현면, 하상면, 농소면 화봉리·송정리, 범서면 다운리·무거리, 청량면 두왕리에 울산시가 설치되었으며 울산군은 울주군으로 개칭되었다. 이에 제6대 국회의원 선거를 앞두고 울산군 갑, 울산군 을 선거구가 통합되어 울산시·울주군 선거구로 개편되었다.
제9대 국회의원 선거를 앞두고 동래군 선거구와 통합하여 울산시·울주군·동래군 선거구를 이루게 됨에 따라 폐지되었다.

## 역대 국회의원
| 선거   | 정당 | 정당       | 의원   |
| ------ | ---- | ---------- | ------ |
| 1963년 |      | 민주당     | 최영근 |
| 1967년 |      | 민주공화당 | 설두하 |
| 1971년 |      | 신민당     | 최형우 |

## 역대 선거 결과

### 대한민국 제6대 국회의원 선거
|  | 45.17% |

|  | 45.15% |

|  | 5.48% |

|  | 3.18% |

|  | 1.00% |

### 대한민국 제7대 국회의원 선거
|  | 52.05% |

|  | 45.85% |

|  | 2.08% |

### 대한민국 제8대 국회의원 선거
|  | 47.80% |

|  | 37.18% |

|  | 14.46% |

|  | 0.55% |